# Ivy Tripp

《Ivy Tripp》은 미국의 인디 록 밴드 왁사해치의 네 번째 정규 음반이다. 2015년 4월 7일 미국 내에서는 머지 레코드, 전세계에서는 위치타 레코딩스를 통해 발매하였다. 케이티 크러치필드가 카일리 길브라이드와 키스 스펜서가 프로듀서로 참여하였다.
| 전문가 평가     | 전문가 평가 |
| 총 점수         | 총 점수     |
| 출처            | 점수        |
| --------------- | ----------- |
| AnyDecentMusic? | 7.8/10      |
| 메타크리틱      | 81/100      |
| 평가 점수       |             |
| 출처            | 점수        |
| AllMusic        | [ 3 ]       |
| The A.V. Club   | B+          |
| Chicago Tribune | [ 5 ]       |
| The Guardian    | [ 6 ]       |
| Mojo            | [ 7 ]       |
| NME             | 8/10        |
| Pitchfork       | 8.1/10      |
| Q               | [ 10 ]      |
| Rolling Stone   | [ 11 ]      |
| Spin            | 8/10        |

## 평가
《Ivy Tripp》은 음악 평론가들로부터 극찬을 받았다. 주요 리뷰들의 점수를 모아 평균화를 시키는 메타크리틱에서는 27개의 리뷰를 통해 81점이 매겨졌다.
| 출판         | 주제                  | 연도 | 순위 |
| ------------ | --------------------- | ---- | ---- |
| 디 A.V. 클럽 | 2015년 최고의 음반 15 | 2015 | 8    |
| 스테레오검   | 2015년 최고의 음반 50 | 2015 | 19   |
| 롤링 스톤    | 2015년 최고의 음반 20 | 2015 | 15   |

## 트랙리스트
전체 작사·작곡: 케이티 크러치필드
| #   | 제목               | 재생 시간 |
| --- | ------------------ | --------- |
| 1.  | 〈Breathless〉     | 4:45      |
| 2.  | 〈Under a Rock〉   | 2:08      |
| 3.  | 〈Poison〉         | 2:10      |
| 4.  | 〈La Loose〉       | 3:13      |
| 5.  | 〈Stale by Noon〉  | 2:44      |
| 6.  | 〈The Dirt〉       | 2:02      |
| 7.  | 〈Blue〉           | 2:06      |
| 8.  | 〈Air〉            | 3:11      |
| 9.  | 〈<〉              | 3:20      |
| 10. | 〈Grey Hair〉      | 1:45      |
| 11. | 〈Summer of Love〉 | 2:20      |
| 12. | 〈Half Moon〉      | 3:20      |
| 13. | 〈Bonfire〉        | 5:00      |

## 크레딧

### 뮤지션
- 케이티 크러치필드 - 기타, 키, 신디사이저, 보컬
- 카일 길브라이드 - 기타, 키, 신디사이저, 탬버린
- 키스 스펜서 - 기타, 베이스, 드럼, 키

### 녹음
- 카일 길브라이드 - 프로듀서, 엔지니어
- 키스 스펜서 - 프로듀서
- 케이티 크러치필드 - 프로듀서

### 미술
- 제시 리깅스 - 사진
- 매기 포스트 - 디자인

## 차트
| 차트 (2015)     | 최고 순위 |
| --------------- | --------- |
| 미국 빌보드 200 | 153       |